# Jutse Plassen
De Jutse Plassen zijn een kunstmatig waterbekken en retentiegebied in de Lierse deelgemeente Koningshooikt, via watergangen en sluizen aangesloten op de nabijgelegen Itterbeek. Het gebied is gelegen op de grens met de gemeente Putte, en beschermt de omliggende gemeenten tegen wateroverlast bij overvloedige regen.
Het is een provinciaal overstromingsgebied van ruim 11 hectare 30 are (113.000 m²) groot, dat 100.000 kubieke meter water kan opvangen. Het bestaat uit twee grote plassen en enkele kleinere amfibiepoelen. Ook een bos van 2,7 hectare behoort tot het overstromingsgebied. Dit loopt enkel uitzonderlijk onder water. Het gebied is afgezoomd met aarden dijkjes, en een wandelpad van 1,6 km. Het pad, met enkele rustbanken, is toegankelijk vanuit de Putsesteenweg, en sluit aan bij een ruimer netwerk van wandelpaden in de streek. In opdracht van het Regionaal Landschap Rivierenland werd op 17 juni 2023 een vogelkijkhut opengesteld.
De naam “Jutse Plassen” is afgeleid van “Jut”, een verkorte vorm van “Koningsjut”, de volkse benaming van Koningshooikt.

## Geschiedenis
De vallei van de Itterbeek had oorspronkelijk de ruimte om overtollig water te spreiden, maar door ruimtelijke ingrepen was dit vermogen aangetast. Na overstromingen in september 1998 werden aanvankelijk pompinstallaties geplaatst, maar nader onderzoek toonde aan dat een permanent overstromingsgebied langsheen de Itterbeek vereist was. Na de aankoop van gronden door de provincie Antwerpen werd in augustus 2006 het nieuwe overstromingsgebied 'De Jutse Plassen' ingehuldigd. Met het aangelegde overstromingsgebied kreeg de Itterbeek weer de benodigde ruimte.